# Nietneria corymbosa
Nietneria corymbosa là một loài thực vật có hoa trong họ Nartheciaceae. Loài này được Klotzsch & M.R.Schomb. ex B.D.Jacks. mô tả khoa học đầu tiên năm 1894.